# Linia kolejowa 18 Szombathely – Kőszeg
Linia kolejowa Szombathely – Kőszeg – drugorzędna linia kolejowa na Węgrzech. Jest to linia jednotorowa, w całości niezelektryfikowana. Łączy miasto Szombathely z Kőszeg.

## Historia
Linia została otwarta w 1883 roku.